# Брохес, Рохл
Рохл (Рахиль Вульфовна) Брохес (23 сентября 1880, Минск — 1942, Минское гетто) — еврейский прозаик.

## Биография
Родилась в бедной семье. При поддержке отца (маскила) изучала иврит. Когда ей было девять лет, её отец умер и она была вынуждена пойти работать портнихой. Позже работала учительницей рукоделия в минском еврейском ремесленном училище. Эмигрировала, затем вернулась в Минск (уже в 1930-е годы). Была замужем.
В период немецко-фашистской оккупации вместе с другими евреями Минска оказалась в гетто, где в 1942 году и погибла.

## Творчество
В шестнадцать лет написала первый рассказ. Дебютировала в 1899 году рассказом «Янкеле» в еженедельнике «Дер юд». Печаталась в еврейских периодических изданиях «Дер фрайнд» и «Цукунфт», в последние годы — в «Штерн».
Брохес написано и опубликовано более двухсот рассказов, сказок и маленьких пьес для детей. Кроме детских книг, она также была автором и двухсот «взрослых» рассказов, новелл, драматических произведений. Её переводили на белорусский, русский, немецкий и английский языки. Так, писатели Гирш Релес и Микола Телеш перевели на русский язык для газеты «Пионер Белоруссии» её рассказ «Нелка». По словам Релеса, он понравился сотрудникам редакции. Госиздат готовил к печати двухтомник избранных произведений Рахили Брохес, но этим планам не суждено было осуществиться в связи с войной.
Часть произведений Брохес вошло в трёхтомное издание «Скрижали памяти», составленное профессором Алесем Бельским. В эту книгу вошли произведения сорока шести писателей, погибших в годы войны.

## Сочинения
- «Замлунг дерцейлунген» («Собрание рассказов»), (1922)
- «Ин пионер-лагер» («В пионерском лагере») (Минск, 1936)
- «Нелка» (Москва, 1937)
- «Орлы и Шоймеле» (Москва, 1939)
- «Шпинен» (1940)
- «Пауки» (Минск)